# Peder Nieuwenhuis
Peder Nicolaas Nieuwenhuis (født 13. oktober 1842 i Amsterdam, død 21. december 1924 i København) var en dansk officer og militærhistoriker.
Hans forældre var assessor i Utrechts provinsialret, dr.jur. Coenraad Jacobus Nicolaas Nieuwenhuis (1813-1881) og Augusta Nyegaard (1818-1879). Nieuwenhuis var 1856-59 hollandsk søkadet, kom 1859 til Danmark, tog 1861 adgangseksamen til Den kongelige militære Højskole og var færdiguddannet herfra i 1866. 1863 fik han dansk indfødsret, 1864 deltog han i 2. Slesvigske Krig og blev sekondløjtnant i artilleriet (med anciennitet fra 1861) og premierløjtnant 1867. Efter tjeneste i sit våben var han 1872-76 ansat ved generalstaben, herefter atter i våbenet og blev kaptajn 1879. 1883-89 var han atter i generalstaben, blev 1889 oberstløjtnant og afdelingschef, oberst 1894 og regimentschef til 1905, da han afskediges af linjen, blev generalmajor ved forstærkningen, chef for 11. regiment 1909 og chef for Københavns væbning indtil 1910. 1881-93 var han lærer i krigskunst ved Hærens Officersskoles stabsafdeling, 1884-93 tillige i krigshistorie. Han var medlem af mange vigtige militære kommissioner og var på adskillige udlandsrejser i embeds medfør.
Nieuwenhuis var en fremtrædende militærhistoriker og medvirkede med biografiske artikler i Dansk Biografisk Leksikon og Salmonsens Konversationsleksikon, i det senere med signaturen P. Nw. Han skrev også militærhistoriske artikler til Nationaltidende og kommenterede også efter sin pensionering samtidens militærrelaterede spørgsmål, fx under 1. verdenskrig.
Han var desuden translatør i nederlandsk og fra 1913 var han formand for Translatørforeningen. Han var også udenlandsk medlem af Maatschappij der Nederlandsche Letterkunde i Leiden, formand i Det Krigsvidenskabelige Selskab 1904-07, for Københavns Forsvarsforening fra 1912 og for Det Kongelige Danske Geografiske Selskabs råd. Nieuwenhuis blev Ridder af Dannebrog 1881, Dannebrogsmand 1891, Kommandør af 2. grad 1897 og af 1. grad 1907.
Han blev gift 21. september 1866 i Brahetrolleborg med Louise Bagger (16. november 1847 i Vissenbjerg – 28. august 1910 i Middelfart), datter af kapellan i Vissenbjerg, senere sognepræst i Brahetrolleborg Frederik Vilhelm Bagger (1805-1884) og Mariane Elisabeth Louise Tofte (1808-1848).
Han er begravet på Garnisons Kirkegård. Der findes et portrætmaleri af G.V. Blom og fotografier af bl.a. Julius Wulff og Cani Lønborg.